# Зелёное дерби
«Зелёное дерби» — противостояние между хоккейными клубами «Ак Барс» из Казани и «Салават Юлаев» из Уфы. «Зелёное дерби» относят к самым ярким и принципиальным противостояниям КХЛ. Особое внимание со стороны прессы и болельщиков встречи клубов получают в серии в плей-офф. Своё название дерби получило из-за форм зелёного цвета.

## История дерби
Противостояние клубов из соседних республик берёт своё начало со времён советского чемпионата. Клуб «Ак Барс» основан в 1956 году и большую часть советского периода носил название СК имени Урицкого. «Салават Юлаев» основан в 1961 году. Первая официальная встреча соперников состоялась 25 декабря 1966 года: СК имени Урицкого и СК имени Салавата Юлаева сыграли в Казани вничью — 1:1 (Быков; Емелин).
Дополнительным поводом для соперничества послужил тот факт, что первые годы с момента основания казанского и уфимского клубов в числе игроков обеих команд присутствовало значительное количество воспитанников куйбышевского «СКА», соперничавших между собой ещё в составе куйбышевского клуба. Соперничество игроков отразилось также и на их новых командах.
На рубеже 2000—2012 годов оба клуба несколько лет подряд делили между собой чемпионские титулы. После чего в играх обеих команд наметился некоторый спад, что послужило причиной появления сообщений о том, что «зелёное дерби» утратило свою остроту и по накалу стало уступать некоторым другим парам соперников. Вместе с тем отмечается, что ажиотаж вокруг матчей «зелёного дерби» и повышенное внимание к ним со стороны болельщиков свидетельствуют о том, что соперничество сохраняет актуальность. Существует мнение, что матчи между «Ак Барсом» и «Салаватом Юлаевым» носят принципиальный характер независимо от положения в турнирной таблице.

## Статистика

### Общая статистика
| Сыграно матчей          | 229     |
| Побед «Ак Барса»        | 105     |
| Побед «Салавата Юлаева» | 104     |
| Ничьих                  | 20      |
| Разница шайб            | 658-669 |

### В чемпионатах СССР
| Сыграно матчей          | 78      |
| Побед «Ак Барса»        | 31      |
| Побед «Салавата Юлаева» | 34      |
| Ничьих                  | 13      |
| Разница шайб            | 257-282 |

### В чемпионатах России
В таблице отражена статистика противостояний команд в истории современной России начиная с 7 сентября 1992 года, то есть фактически с момента расформирования советской системы чемпионатов. Учтены данные Межнациональной хоккейной лиги (1992—1996), Чемпионата России (1996—2008) и Континентальной хоккейной лиги (2008 — наст. время).
| Сыграно матчей          | 135     |
| Побед «Ак Барса»        | 68      |
| Побед «Салавата Юлаева» | 61      |
| Ничьих                  | 7       |
| Разница шайб            | 370-351 |

В плей-офф российского чемпионата уфимский и казанский клубы пересекались трижды. Первая серия в сезоне 1994/1995 закончилась победой «Салавата» со счётом 2-0. Вторая серия в сезоне 2005/2006 завершилась уверенной победой «Ак Барса» со счётом 3:0. По итогам сезона «Ак Барс» во второй раз стал чемпионом России. Следующая встреча произошла в сезоне 2007/2008, где верх взял «Салават» со счётом 3:1 и впервые стал чемпионом России.

### Континентальная хоккейная лига
Статистика представлена с учётом регулярного чемпионата и плей-офф. Самыми результативными по количеству забитых шайб являются матчи от 1 октября 2010 и 5 января 2013 года. В обеих встречах заброшено по 12 шайб.
| Сыграно матчей          | 98      |
| Побед «Ак Барса»        | 51      |
| Побед «Салавата Юлаева» | 48      |
| Ничьих                  | 0       |
| Разница шайб            | 251-244 |

| История встреч в рамках плей-офф КХЛ | История встреч в рамках плей-офф КХЛ | История встреч в рамках плей-офф КХЛ | История встреч в рамках плей-офф КХЛ | История встреч в рамках плей-офф КХЛ | История встреч в рамках плей-офф КХЛ |
| ------------------------------------ | ------------------------------------ | ------------------------------------ | ------------------------------------ | ------------------------------------ | ------------------------------------ |
| №                                    | Дата                                 | Хозяин                               | Счёт                                 | Гость                                | Соревнование                         |
| 1                                    | 23 сентября 2008                     | Салават Юлаев                        | 4:2                                  | Ак Барс                              | Регулярный чемпионат (08—09)         |
| 2                                    | 30 января 2009                       | Ак Барс                              | 3:2 (2:1 б)                          | Салават Юлаев                        | Регулярный чемпионат (08—09)         |
| 3                                    | 26 сентября 2009                     | Салават Юлаев                        | 3:4                                  | Ак Барс                              | Регулярный чемпионат (09—10)         |
| 4                                    | 7 февраля 2010                       | Ак Барс                              | 1:4                                  | Салават Юлаев                        | Регулярный чемпионат (09—10)         |
| 5                                    | 2 апреля 2010                        | Салават Юлаев                        | 3:4                                  | Ак Барс                              | Плей-офф, полуфинал (09—10)          |
| 6                                    | 3 апреля 2010                        | Салават Юлаев                        | 1:2 ОТ                               | Ак Барс                              | Плей-офф, полуфинал (09—10)          |
| 7                                    | 5 апреля 2010                        | Ак Барс                              | 3:2 ОТ                               | Салават Юлаев                        | Плей-офф, полуфинал (09—10)          |
| 8                                    | 6 апреля 2010                        | Ак Барс                              | 2:4                                  | Салават Юлаев                        | Плей-офф, полуфинал (09—10)          |
| 9                                    | 8 апреля 2010                        | Салават Юлаев                        | 2:1                                  | Ак Барс                              | Плей-офф, полуфинал (09—10)          |
| 10                                   | 10 апреля 2010                       | Ак Барс                              | 2:1                                  | Салават Юлаев                        | Плей-офф, полуфинал (09—10)          |
| 11                                   | 1 октября 2010                       | Ак Барс                              | 7:5                                  | Салават Юлаев                        | Регулярный чемпионат (10—11)         |
| 12                                   | 24 декабря 2010                      | Салават Юлаев                        | 4:2                                  | Ак Барс                              | Регулярный чемпионат (10—11)         |
| 13                                   | 9 марта 2011                         | Ак Барс                              | 2:3 ОТ                               | Салават Юлаев                        | Плей-офф, 1/4 финала (10—11)         |
| 14                                   | 11 марта 2011                        | Ак Барс                              | 1:3                                  | Салават Юлаев                        | Плей-офф, 1/4 финала (10—11)         |
| 15                                   | 13 марта 2011                        | Салават Юлаев                        | 2:1 ОТ                               | Ак Барс                              | Плей-офф, 1/4 финала (10—11)         |
| 16                                   | 15 марта 2011                        | Салават Юлаев                        | 0:4                                  | Ак Барс                              | Плей-офф, 1/4 финала (10—11)         |
| 17                                   | 17 марта 2011                        | Ак Барс                              | 0:1                                  | Салават Юлаев                        | Плей-офф, 1/4 финала (10—11)         |
| 18                                   | 16 сентября 2011                     | Салават Юлаев                        | 5:4                                  | Ак Барс                              | Регулярный чемпионат (11—12)         |
| 19                                   | 11 декабря 2011                      | Ак Барс                              | 3:2                                  | Салават Юлаев                        | Регулярный чемпионат (11—12)         |
| 20                                   | 1 марта 2012                         | Ак Барс                              | 0:3                                  | Салават Юлаев                        | Плей-офф, 1/8 финала (11—12)         |
| 21                                   | 2 марта 2012                         | Ак Барс                              | 3:2 ОТ                               | Салават Юлаев                        | Плей-офф, 1/8 финала (11—12)         |
| 22                                   | 4 марта 2012                         | Салават Юлаев                        | 3:4 ОТ                               | Ак Барс                              | Плей-офф, 1/8 финала (11—12)         |
| 23                                   | 5 марта 2012                         | Салават Юлаев                        | 0:3                                  | Ак Барс                              | Плей-офф, 1/8 финала (11—12)         |
| 24                                   | 7 марта 2012                         | Ак Барс                              | 1:2                                  | Салават Юлаев                        | Плей-офф, 1/8 финала (11—12)         |
| 25                                   | 9 марта 2012                         | Салават Юлаев                        | 2:3                                  | Ак Барс                              | Плей-офф, 1/8 финала (11—12)         |
| 26                                   | 7 октября 2012                       | Ак Барс                              | 3:4 (1:2 б)                          | Салават Юлаев                        | Регулярный чемпионат (12—13)         |
| 27                                   | 10 октября 2012                      | Салават Юлаев                        | 2:3 (0:1 б)                          | Ак Барс                              | Регулярный чемпионат (12—13)         |
| 28                                   | 5 января 2013                        | Ак Барс                              | 9:3                                  | Салават Юлаев                        | Регулярный чемпионат (12—13)         |
| 29                                   | 1 февраля 2013                       | Салават Юлаев                        | 5:0                                  | Ак Барс                              | Регулярный чемпионат (12—13)         |
| 30                                   | 8 марта 2013                         | Ак Барс                              | 2:3                                  | Салават Юлаев                        | Плей-офф, 1/4 финала (12—13)         |
| 31                                   | 9 марта 2013                         | Ак Барс                              | 0:2                                  | Салават Юлаев                        | Плей-офф, 1/4 финала (12—13)         |
| 32                                   | 12 марта 2013                        | Салават Юлаев                        | 0:3                                  | Ак Барс                              | Плей-офф, 1/4 финала (12—13)         |
| 33                                   | 13 марта 2013                        | Салават Юлаев                        | 3:5                                  | Ак Барс                              | Плей-офф, 1/4 финала (12—13)         |
| 34                                   | 16 марта 2013                        | Ак Барс                              | 4:3 ОТ                               | Салават Юлаев                        | Плей-офф, 1/4 финала (12—13)         |
| 35                                   | 18 марта 2013                        | Салават Юлаев                        | 4:3 ОТ                               | Ак Барс                              | Плей-офф, 1/4 финала (12—13)         |
| 36                                   | 20 марта 2013                        | Ак Барс                              | 4:3                                  | Салават Юлаев                        | Плей-офф, 1/4 финала (12—13)         |
| 37                                   | 8 сентября 2013                      | Ак Барс                              | 4:3 (1:0 б)                          | Салават Юлаев                        | Регулярный чемпионат (13—14)         |
| 38                                   | 28 февраля 2014                      | Салават Юлаев                        | 1:0                                  | Ак Барс                              | Регулярный чемпионат (13—14)         |
| 39                                   | 26 ноября 2014                       | Ак Барс                              | 0:1 (0:1 б)                          | Салават Юлаев                        | Регулярный чемпионат (14—15)         |
| 40                                   | 12 января 2015                       | Салават Юлаев                        | 5:3                                  | Ак Барс                              | Регулярный чемпионат (14—15)         |
| 41                                   | 13 сентября 2015                     | Ак Барс                              | 3:4 (1:2 б)                          | Салават Юлаев                        | Регулярный чемпионат (15—16)         |
| 42                                   | 20 октября 2015                      | Салават Юлаев                        | 2:1                                  | Ак Барс                              | Регулярный чемпионат (15—16)         |
| 43                                   | 10 ноября 2015                       | Ак Барс                              | 3:2                                  | Салават Юлаев                        | Регулярный чемпионат (15—16)         |
| 44                                   | 21 ноября 2015                       | Салават Юлаев                        | 4:2                                  | Ак Барс                              | Регулярный чемпионат (15—16)         |
| 45                                   | 22 февраля 2016                      | Салават Юлаев                        | 4:1                                  | Ак Барс                              | Плей-офф, 1/8 финала (15—16)         |
| 46                                   | 24 февраля 2016                      | Салават Юлаев                        | 5:2                                  | Ак Барс                              | Плей-офф, 1/8 финала (15—16)         |
| 47                                   | 26 февраля 2016                      | Ак Барс                              | 3:0                                  | Салават Юлаев                        | Плей-офф, 1/8 финала (15—16)         |
| 48                                   | 28 февраля 2016                      | Ак Барс                              | 1:4                                  | Салават Юлаев                        | Плей-офф, 1/8 финала (15—16)         |
| 49                                   | 1 марта 2016                         | Салават Юлаев                        | 3:4                                  | Ак Барс                              | Плей-офф, 1/8 финала (15—16)         |
| 50                                   | 3 марта 2016                         | Ак Барс                              | 8:0                                  | Салават Юлаев                        | Плей-офф, 1/8 финала (15—16)         |
| 51                                   | 5 марта 2016                         | Салават Юлаев                        | 3:2                                  | Ак Барс                              | Плей-офф, 1/8 финала (15—16)         |

На 2024 год в рамках плей-офф клубы пересекались 7 раз за 16 сезонов существования лиги. Пять раза побеждала Казань, два раза — Уфа. Первый плей-офф в истории КХЛ в сезоне 2008—2009 прошёл без «зелёного дерби».
| Сезон 2009/10                     | Сезон 2009/10                     | Сезон 2009/10 |
| Салават Юлаев                     | Ак Барс                           |               |
| Положение в регулярном чемпионате | Положение в регулярном чемпионате |               |
| --------------------------------- | --------------------------------- | ------------- |
| 1                                 | 8                                 |               |
| Положение в конференции           |                                   |               |
| 1                                 | 3                                 |               |
| Счёт в серии                      |                                   |               |
| 2                                 | 4                                 |               |

Первая игра в серии на вылет между «Ак Барсом» и «Салаватом» состоялась в финале Восточной конференции 2 апреля 2010 года в Уфе и завершилась победой казанцев со счётом 3:4. К моменту первой встречи «Ак Барс» являлся действующим обладателем Кубка Гагарина, в то время как «Салават» второй сезон подряд являлся победителем регулярного чемпионата, забив рекордные 215 шайб и завоевав Кубок Континента. Победу в серии одержал «Ак Барс» с общим счётом 2:4 и впоследствии второй раз подряд став обладателем Кубка Гагарина. По итогам плей-офф «Ак Барс» также стал чемпионом России (четвёртый раз), а «Салават» взял бронзовые медали (четвёртый раз).
| Сезон 2010/11                     | Сезон 2010/11                     | Сезон 2010/11 |
| Салават Юлаев                     | Ак Барс                           |               |
| Положение в регулярном чемпионате | Положение в регулярном чемпионате |               |
| --------------------------------- | --------------------------------- | ------------- |
| 2                                 | 4                                 |               |
| Положение в конференции           |                                   |               |
| 2                                 | 3                                 |               |
| Счёт в серии                      |                                   |               |
| 4                                 | 1                                 |               |

В плей-офф сезона 2010/11 команды встретились во втором круге (1/2 финала конференции). Серия завершилась уверенной победой «юлаевцев» со счётом 4:1. «Салават» впервые для себя стал обладателем Кубка Гагарина и во второй раз чемпионом России.
| Сезон 2011/12                     | Сезон 2011/12                     | Сезон 2011/12 |
| Ак Барс                           | Салават Юлаев                     |               |
| Положение в регулярном чемпионате | Положение в регулярном чемпионате |               |
| --------------------------------- | --------------------------------- | ------------- |
| 6                                 | 8                                 |               |
| Положение в конференции           |                                   |               |
| 4                                 | 5                                 |               |
| Счёт в серии                      |                                   |               |
| 4                                 | 2                                 |               |

В плей-офф 2012 года «зелёные» пересеклись в первом круге. Победа осталась за «барсами» со счётом 4:2. Однако уже в следующем круге казанцы вылетели, уступив челябинскому «Трактору».
5 марта в четвёртом матче произошло сразу два курьёзных инцидента. На 35 игровой минуте в результате столкновения Олега Сапрыкина и Степана Захарчука коньком было разбито заградительное стекло, защищающее зрителей на трибунах. Для замены стекла пришлось сделать паузу. Во втором инциденте работники Уфа-Арены, устанавливая выбитые ворота, просверлили дырку в системе охлаждения. В результате чего на ледовой площадке образовался фонтан и лужа. Игру вновь пришлось остановить практически на час. Александр Радулов после матча произнёс ставшую популярной фразу «это наш русский колхоз», имея в виду недостаточный уровень организации и технической подготовки. Перед началом плей-офф 2015/16 электронная газета Татарстана «Бизнес-Онлайн» в статье «Зелёная серия» выпустила шуточные карточки с возможными событиями в противостоянии между «Салаватом» и «Ак барсом», имевшими место в прошлом, где фонтан на площадке соперника оказался самым маловероятным событием.
| Сезон 2012/13                     | Сезон 2012/13                     | Сезон 2012/13 |
| Ак Барс                           | Салават Юлаев                     |               |
| Положение в регулярном чемпионате | Положение в регулярном чемпионате |               |
| --------------------------------- | --------------------------------- | ------------- |
| 2                                 | 9                                 |               |
| Положение в конференции           |                                   |               |
| 1                                 | 5                                 |               |
| Счёт в серии                      |                                   |               |
| 4                                 | 3                                 |               |

В 2013 году Уфа и Казань встретились в 1/2 финала конференции. Выиграв два первых выездных матча, «Салават» проиграл две игры у себя дома, впоследствии проиграв серию со счётом 4:3. Впервые серия между двумя клубами продлилась до максимальных семи матчей. В следующем круге «Ак Барс» вновь уступил «Трактору».
| Сезон 2015/16                     | Сезон 2015/16                     | Сезон 2015/16 |
| Салават Юлаев                     | Ак Барс                           |               |
| Положение в регулярном чемпионате | Положение в регулярном чемпионате |               |
| --------------------------------- | --------------------------------- | ------------- |
| 9                                 | 12                                |               |
| Положение в конференции           |                                   |               |
| 4                                 | 5                                 |               |
| Счёт в серии                      |                                   |               |
| 4                                 | 3                                 |               |

Пятый раз в плей-офф команды встретились в 2016 году. До этого клубы не пересекались два года подряд в сезонах 2013/14 и 2014/15. После первых четырёх матчей «Салават» повёл в серии 3:1, практически не оставляя сопернику шансов на спасение. Однако «Ак Барс» сумел сравнять счёт в серии и одержал историческую победу в шестом матче со счётом 8:0. Победа «Ак Барса» стала самой крупной сухой победой в истории плей-офф КХЛ. В финале уфимцам удалось реабилитироваться и отомстить за разгромное поражение, выбив соперника из розыгрыша Кубка Гагарина. Счёт в серии — 4:3.
| Сезон 2016/17                     | Сезон 2016/17                     | Сезон 2016/17 |
| Ак Барс                           | Салават Юлаев                     |               |
| Положение в регулярном чемпионате | Положение в регулярном чемпионате |               |
| --------------------------------- | --------------------------------- | ------------- |
| 7                                 | 15                                |               |
| Положение в конференции           |                                   |               |
| 3                                 | 6                                 |               |
| Счёт в серии                      |                                   |               |
| 4                                 | 1                                 |               |

По результатам 15 сезонов:
|                 | Ак Барс | Салават Юлаев |
| --------------- | ------- | ------------- |
| Выиграно серий  | 5       | 2             |
| Выиграно матчей | 28      | 20            |

В первые годы с момента основания КХЛ существовала закономерность, согласно которой победитель в «зелёном дерби» становился либо обладателем Кубка Гагарина, либо чемпионом России. Корни традиции уходят ещё в Российский чемпионат. Так, в 2006 году «Ак Барс» добился победы в плей-офф над «Салаватом» и стал чемпионом России. Уже через два года «Салават» обыграл «барсов» и также взял золотые медали. В 2010 победу в серии одержал «Ак Барс», завоевав в итоге Кубок Гагарина. На следующий год ситуация вновь повторилась с «Салаватом». Традиция была нарушена в 2012 году, когда «Ак Барс», пройдя «Салават», не смог занять чемпионский титул.
| Сезон   | Клуб          | Победа в дерби | Чемпионский титул |
| ------- | ------------- | -------------- | ----------------- |
| 2005/06 | Ак Барс       | Да             | Да                |
| 2007/08 | Салават Юлаев | Да             | Да                |
| 2009/10 | Ак Барс       | Да             | Да                |
| 2010/11 | Салават Юлаев | Да             | Да                |
| 2011/12 | Ак Барс       | Да             | Нет               |

Существовала также традиция, связанная с чередованием побед в плей-офф между «Ак Барсом» и «Салаватом», что можно проследить начиная с 2006 года. Традиция нарушилась в 2013 году, когда казанцы выбили уфимцев из плей-офф второй раз подряд.
Среди болельщиков существует мнение, что победа в Чемпионате России или в Кубке Гагарина считается неполноценной, если на пути к трофею не выбит из плей-офф соперник по «зелёному дерби». Подобная победа имеется лишь у «Ак Барса» в сезоне 2008/09.
«Ак Барс» является первым в истории КХЛ обладателем Кубка Гагарина (сезон 08/09), также первым двукратным (сезон 09/10) и трёхкратным (сезон 17/18) обладателем главного трофея КХЛ. «Салават Юлаев» является вторым (сезон 10/11) в истории КХЛ обладателем Кубка Гагарина.

## Рекорды
В советском чемпионате (до 1992 года) самое крупное поражение «Ак Барсу» игроками «Салавата Юлаева» было нанесено 12 апреля 1981 года. Тогда казанцы в гостевом матче в Уфе уступили со счётом 14:3. Данный матч для «Ак Барса» является максимальным по количеству пропущенных шайб за всю историю противостояния двух клубов. Самая крупная «сухая» победа «Салавата Юлаева» над казанцами в советском чемпионате и за всю историю противостояния — 10:0 (в сезоне 1981/1982). Самая крупная победа «Ак Барса» над уфимцами в советском чемпионате — 7:0 (в сезоне 1966/1967).
Самая крупная победа «Ак Барса» начиная с 1992 года — 8:0 (3 марта 2016 года), этот же матч является крупнейшей победой «барсов» над «юлаевцами» и в истории КХЛ. Крупнейшая победа «Салавата» с 1992 года — 6:0 (16 марта 1995), в рамках КХЛ — 5:0 (1 февраля 2013).

## Арены
До появления современных арен в 2005 и 2007 годах домашними стадионами служили Казанский дворец спорта и Уфимский дворец спорта. Матчи между клубами отличаются высокой посещаемостью.

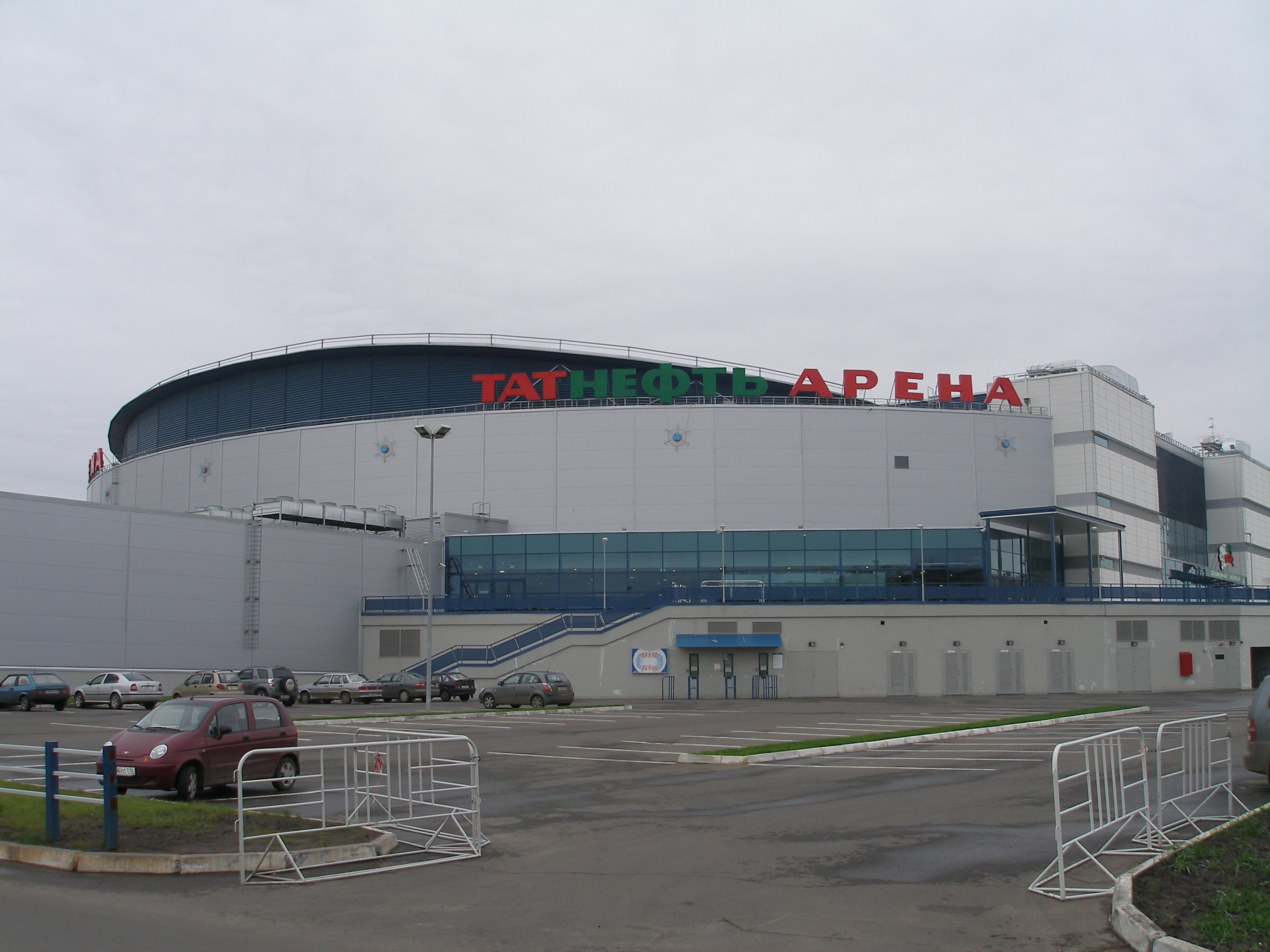
Татнефть Арена. Открыта в 2005. Вместимость: 8900
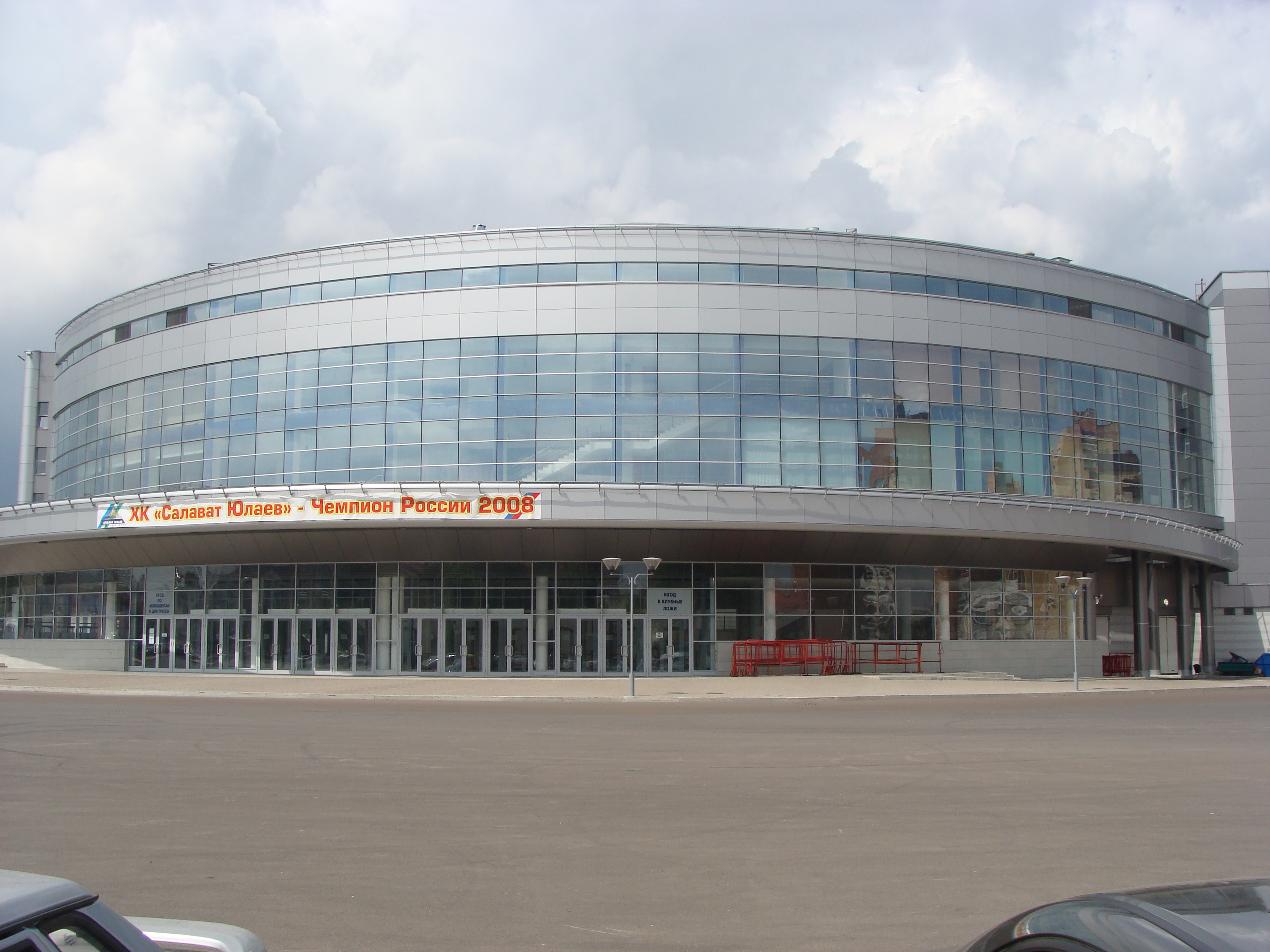
Уфа-Арена. Открыта в 2007. Вместимость: 8522

## Оценка

### Мнения игроков
Ветеран «Ак Барса», трёхкратный чемпион России в составе казанского клуба и его бывший капитан Алексей Морозов, чей номер вывешен под сводами Татнефть Арены, описывал противостояние следующим образом:

Две равные команды. Что такое «Ак Барс» — «Салават» в плей-офф знаю по личному опыту. Огромное внимание болельщиков, руководителей республик. Хоккей «от ножа». Все понимают, что стоит за этими матчами.

Двукратный чемпион России и мира, бывший капитан «Салавата Юлаева» и обладатель Кубка Гагарина в его составе, имеющий также опыт выступлений за «Ак Барс», Виталий Прошкин:

Татарско-башкирское дерби с давних времён проходит в бескомпромиссной борьбе, и это не зависит от мест команд в таблице. Можно быть на первой строчке, можно — на последней, но это дерби. Раньше многое зависело от руководства республик, которое уделяло этим матчам много внимания. Но это было лет 20 назад. Сейчас друг другу уже нечего доказывать, наверное, обе команды уже выигрывали чемпионат России, Кубки Гагарина. Сейчас это две хорошие команды.

Вратарь «Салавата» Никлас Сведберг:

Великолепная атмосфера, полные арены. Невероятное ощущение, но я ещё в регулярке понял, что такое «зелёное дерби». Думаю, это одно из лучших дерби в хоккейном мире.

Нападающий «Ак Барса» Артём Лукоянов:

Мне всегда нравится играть с «Салаватом Юлаевым». Даже бывает такое, что, когда в игре не идет, за счёт эмоций вытаскиваешь из себя все. Все это от атмосферы матча идёт. Она не сравнится с игрой с условным «Адмиралом». С «Салаватом» у меня уже до игры легкий мандраж, а когда выходишь на лед, то про всё забываешь. Классные ощущения.

### Отношение со стороны руководителей республик
Данное противостояние рассматривают в контексте негласного соперничества двух соседних республик. Пристальное внимание к противостоянию команд со стороны руководства республик существует ещё со времён Советского Союза. По словам администратора «Салавата» Аскара Изгина ещё в 1979 году перед ним и главным тренером Маратом Азаматовым стояла установка от первого секретаря Башкирского обкома КПСС (тогдашний аналог главы региона) Мидхата Шакирова выиграть в сезоне у «СК им. Урицкого» минимум три матча их четырёх. Первые президенты Муртаза Рахимов и Минтимер Шаймиев регулярно присутствовали на матчах. Последующие главы также не оставались безразличными. Так Рустэм Хамитов в 2016 году сказал, что является болельщиком «Салавата» уже 50 лет и первую игру команды увидел в далёком 1966 году ещё будучи мальчишкой. Рустам Минниханов также не скрывает своих хоккейных пристрастий. На встрече с игроками и тренерами президент Татарстана отметил, что Уфу надо побеждать, поскольку команда является особой для болельщиков «Ак Барса». В первый день плей-офф 2015/16 в Уфу прилетела делегация во главе с премьер-министром Татарстана Ильдаром Халиковым, который наблюдал за ходом встречи сидя рядом с премьер-министром Башкортостана Рустэмом Мардановым.

### Отношения между болельщиками
Несмотря на высокий градус спортивного противостояния, отношения между болельщиками обоих клубов в целом можно охарактеризовать как дружеские и уважительные. Так, фан-организации обеих команд проводили между собой хоккейные матчи, а сообщество уфимских болельщиков Green Machine поздравило «Ак Барс» с 60-летним юбилеем, пожелав как можно больше встреч в «зелёных дерби».

### Журналистские обороты
Комментатор телеканала ТНВ и колумнист Александр Норден вместо привычного и распространённого названия «зелёное дерби» ввёл в оборот новое — «Аль-классико» по аналогии со знаменитым футбольным Эль-Класико. Артикль «аль» по задумке автора отражает культурный и религиозный уклад жизни значительной части болельщиков. На сайте РБК игроки команд были названы «зелёными человечками». Среди прочих речевых клише, употребляемых журналистами по отношению к дерби, встречается аналогия с фильмом «Зелёная миля». Подобное сравнение по всей видимости имеет значение тяжёлого испытания, которое предстоит пройти тренерам и игрокам каждой из команд. Матчи двух клубов назывались сражением республик. Комментатор БСТ Азамат Муратов, обращаясь к игрокам «Салавата» в День болельщика, описал соперничество двух клубов следующей речью:
| Хочу донести до наших игроков, что нам неважно, насколько хорошо идут дела у нас на работе, курс доллара или погода. У нас есть соперник, которому мы благодарны, которым мы восторгаемся, может случиться, что угодно, но их вы должны обыграть в любом состоянии. Их зелёные майки не так зелены как наши. Принесите нам труп этой белой наглой кошки и тогда мы скажем, что это была славная охота! |

В противостоянии «Салавата» и «Ак Барса» находят параллели с произведением Михаила Лермонтова «Мцыри», где по сюжету бесстрашный юноша сражается с могучим барсом. Среди болельщиков распространено шуточное толкование названия «зелёное дерби», согласно которому «зелёный» означает цвет доллара, что намекает на финансовые возможности и бюджеты клубов, являющиеся одними из самых высоких в КХЛ.

### Прочее
- После выхода ФК «Уфа» в Премьер-лигу в спортивной прессе стали появляться сообщения о переносе казанско-уфимского дерби и на футбол[35][36][37]. Однако встречи между «Уфой» и «Рубином» имеют менее богатую историю.
- В социальных сетях получил распространение хештег #зелёноедерби[27].
- «Ак Барс» и «Салават Юлаев» становились чемпионами России в годы своего пятидесятилетия — в 2006 и 2011 годах соответственно.